# Musciu niuru/Lu pupu
Musciu niuru/Lu pupu è il 2° singolo del cantautore Domenico Modugno.

## I brani
Modugno è autore del testo e della musica di entrambe le canzoni, cantante in dialetto salentino, e le esegue da solo, accompagnandosi con la chitarra. La copertina è forata al centro, come tutti i singoli dell'epoca, e raffigura un gruppo di persone che suonano e ballano, e verrà usata anche per alcuni dei dischi singoli successivi.
Come tutte le prime incisioni di Modugno, i due brani ottennero un riscontro commerciale molto basso, e per questo motivo l'edizione originale di questo disco è considerata una rarità discografica. La registrazione di Musciu niuru venne comunque ristampata una prima volta nel 1959 dalla sottoetichetta RCA Camden con sul lato B Vitti 'na crozza (RCA Camden 45CP-31), ed una seconda volta (con il titolo cambiato in Micio nero) nel 1961 dalla RCA Italiana (RCA Italiana PM45-0156), abbinata in un singolo a 45 giri a Ninna nanna, per sfruttare il successo ottenuto dal cantautore; nello stesso periodo Modugno aveva pubblicato una reincisione della canzone per la Fonit proprio con il titolo di Micio nero.
Nell'album del 1972 Tutto Modugno il titolo venne nuovamente cambiato in Gatto nero. 
Lu pupu, invece, non venne mai ristampato, né reinciso da Modugno.
Sempre nel 1954 queste due canzoni furono pubblicate insieme a quelle del 45 giri precedente La cicoria e Ninna nanna nell'EP A72V 0035.